# Tasuku Honjo
Tasuku Honjo (Japans: 本庶 佑) (Kyoto, 27 januari 1942) is een Japans immunoloog. Hij is vooral bekend van de identificatie van het membraaneiwit PD-1 en  de ontdekking van activering-geïnduceerde cytidine deaminase (AICDA of AID). 
In 2018 kreeg hij samen met James Allison de Nobelprijs voor Fysiologie of Geneeskunde voor hun onderzoek naar nieuwe behandelingen van kanker op basis van immuuntherapie.

## Biografie
De in Kyoto geboren Honjo voltooide in 1966 zijn opleiding aan de Universiteit van Kioto met een mastergraad. In 1975 promoveerde hij in de medische scheikunde onder begeleiding van Yasutomi Nishizuka en Osamu Hayaishi. Daarvoor, van 1971 tot 1973, was hij bezoekend student aan de faculteit embryologie van het Carnegie Institution of Washington te Baltimore. Vervolgens was tussen 1973 en 1977 verbonden aan het Amerikaanse National Institutes of Health (NIH) in Bethesda, Maryland. Hier bestudeerde hij de genetische basis van het immuunsysteem bij het National Institute of Child Health and Human Development. Beginnend in 2012 was hij vele jaren aan het NIH verbonden als Fogerty Scholar in Residence.
Gedurende een deel van deze periode was Honjo van 1974 tot 1979 universitair docent bij de Faculteit Geneeskunde, Universiteit van Tokio en van 1979 tot 1984 hoogleraar bij de Faculteit Genetica, Osaka University School of Medicine. Van 1984 tot 2005 was hij hoogleraar bij de Faculteit Medische Scheikunde, Universiteit van Kioto. Sedert 2005 was Honjo bij de Universiteit van Kioto werkzaam als hoogleraar bij de afdeling Immunologie en Genetische Geneeskunde. Van 2012 tot 2017 was hij voorzitter van de Shizuoka Prefecture Public University Corporation. 

## Onderzoek
Onafhankelijk van de Amerikaan Allison voerde Honjo vergelijkbaar onderzoek uit naar een specifiek eiwit op T-cellen, namelijk PD-1. Om diens rol in het immuunsysteem te ontrafelen onderwierp hij de werking van PD-1 aan een serie experimenten, uitgevoerd over meerdere jaren in zijn laboratorium aan de Universiteit van Kioto. Hij ontdekte dat PD-1, net als CTLA-4, een remmend effect uitoefent op het immuunsysteem als dit eiwit wordt geactiveerd.
Via experimenten op muizen, die behandeld werden met een antistof tegen PD-1, kon Honjo aantonen dat dit een effectief middel was tegen kanker. Bovendien bleek dat anti-PD-1 minder bijwerken heeft dan medicatie op basis van anti-CTLA-4. Tegenwoordig worden beide checkpointremmers toegepast om bepaalde soorten kanker te bestrijden.
1901: Behring · 
1902: Ross · 
1903: Finsen · 
1904: Pavlov · 
1905: Koch · 
1906: Golgi, Ramón y Cajal · 
1907: Laveran · 
1908: Mechnikov, Ehrlich · 
1909: Kocher · 
1910: Kossel · 
1911: Gullstrand · 
1912: Carrel · 
1913: Richet ·
1914: Bárány · 
1919: Bordet · 
1920: Krogh · 
1922: Hill, Meyerhof · 
1923: Banting, Macleod · 
1924: Einthoven ·
1926: Fibiger · 
1927: Wagner-Jauregg · 
1928: Nicolle · 
1929: Eijkman, Hopkins · 
1930: Landsteiner · 
1931: Warburg · 
1932: Sherrington, Adrian · 
1933: Morgan · 
1934: Whipple, Minot, Murphy · 
1935: Spemann · 
1936: Dale, Loewi · 
1937: Szent-Györgyi · 
1938: Heymans · 
1939: Domagk · 
1943: Dam, Doisy · 
1944: Erlanger, Gasser · 
1945: Fleming, Chain, Florey · 
1946: Muller · 
1947: C. Cori, G. Cori, Houssay · 
1948: Müller · 
1949: Hess, Moniz · 
1950: Kendall, Reichstein, Hench · 
1951: Theiler · 
1952: Waksman · 
1953: Krebs,Lipmann ·
1954: Enders, Weller, Robbins · 
1955: Theorell · 
1956: Cournand, Forssmann, Richards · 
1957: Bovet · 
1958: Beadle, Tatum, Lederberg · 
1959: Ochoa, Kornberg · 
1960: Burnet, Medawar · 
1961: Békésy · 
1962: Crick, Watson, Wilkins · 
1963: Eccles, Hodgkin, Huxley · 
1964: Bloch, Lynen · 
1965: Jacob, Lwoff, Monod · 
1966: Rous, Huggins · 
1967: Granit, Hartline, Wald · 
1968: Holley, Khorana, Nirenberg · 
1969: Delbrück, Hershey, Luria · 
1970: Katz, Euler, Axelrod · 
1971: Sutherland · 
1972: Edelman, Porter · 
1973: Frisch, Lorenz, Tinbergen · 
1974: Claude, De Duve, Palade · 
1975: Baltimore, Dulbecco, Temin ·
1976: Blumberg, Gajdusek · 
1977: Guillemin, Schally, Yalow · 
1978: Arber, Nathans, Smith · 
1979: Cormack, Hounsfield · 
1980: Benacerraf, Dausset, Snell · 
1981: Sperry, Hubel, Wiesel · 
1982: Bergström, Samuelsson, Vane · 
1983: McClintock · 
1984: Jerne, Köhler, Milstein · 
1985: Brown, Goldstein · 
1986: Cohen, Levi-Montalcini · 
1987: Tonegawa · 
1988: Black, Elion, Hitchings · 
1989: Bishop, Varmus · 
1990: Murray, Thomas · 
1991: Neher, Sakmann · 
1992: Fischer, Krebs · 
1993: Roberts, Sharp · 
1994: Gilman, Rodbell · 
1995: Lewis, Nüsslein-Volhard, Wieschaus · 
1996: Doherty, Zinkernagel · 
1997: Prusiner · 
1998: Furchgott, Ignarro, Murad · 
1999: Blobel · 
2000: Carlsson, Greengard, Kandel ·
2001: Hartwell, Hunt, Nurse · 
2002: Brenner, Horvitz, Sulston · 
2003: Lauterbur, Mansfield · 
2004: Axel, Buck · 
2005: Marshall, Warren ·
2006: Fire, Mello ·
2007: Capecchi, Smithies, Evans ·
2008: Zur Hausen, Barré–Sinoussi, Montagnier ·
2009: Blackburn, Greider, Szostak ·
2010: Edwards ·
2011: Beutler, Hoffmann, Steinman ·
2012: Gurdon, Yamanaka ·
2013: Rothman, Schekman, Südhof ·
2014: O'Keefe, Moser, Moser ·
2015: Campbell, Omura, Tu ·
2016: Osumi ·
2017: Hall, Rosbash, Young ·
2018: Allison, Honjo ·
2019: Kaelin, Ratcliffe, Semenza ·
2020: Alter, Houghton, Rice ·
2021: Julius, Patapoutian ·
2022: Pääbo ·
2023: Karikó, Weissman ·
2024: Ambros, Ruvkun